# 원근 왜곡

시뮬레이션

원근 왜곡(Perspective distortion)은 사진술 및 영화 촬영에서 가깝고 먼 특징의 상대적 규모로 인해 일반적인 초점 거리를 사용하여 물체가 보이는 것과 크게 다른 물체 및 주변 영역의 뒤틀림 또는 변형이다. 원근 왜곡은 상이 포착되고 보이는 상대적인 거리에 의해 결정되며, (포착된) 이미지의 화각이 이미지가 보이는 화각보다 넓거나 좁기 때문에 발생한다. 겉보기 상대 거리가 예상한 것과 다르다. 이 개념과 관련된 것은 축 배율, 즉 주어진 배율에서 물체의 인지된 깊이이다.
원근 왜곡은 동일한 필드 크기의 이미지에 대해 말할 때 확장 왜곡과 압축 왜곡(광각 왜곡, 장렌즈 또는 망원 왜곡이라고도 함)이라는 두 가지 형태를 취한다. 광각 렌즈(일반 렌즈보다 화각이 더 넓음)를 사용하여 가까이에서 촬영한 이미지에서는 확장 또는 광각 왜곡이 나타날 수 있다. 렌즈에 가까운 물체는 멀리 있는 물체에 비해 비정상적으로 크게 나타나고 멀리 있는 물체는 비정상적으로 작게 나타나 더 멀리 떨어져 있다. 즉 거리가 연장되는 것이다. 압축, 장렌즈 또는 망원 왜곡은 장초점 렌즈나 보다 일반적인 망원 하위 유형(일반 렌즈보다 화각이 좁음)을 사용하여 멀리서 촬영한 이미지에서 나타날 수 있다. 멀리 있는 물체는 거의 같은 크기로 보인다. 가까운 물체는 비정상적으로 작고, 멀리 있는 물체는 비정상적으로 크므로 보는 사람은 먼 물체 사이의 상대적인 거리를 식별할 수 없다. 즉, 거리가 압축되는 것이다.
선형 원근 변화는 렌즈 자체가 아닌 거리에 의해 발생한다는 점에 유의해야 한다. 동일한 거리에서 동일한 장면을 촬영한 두 장의 사진은 사용된 렌즈에 관계없이 동일한 원근 기하학을 나타낸다. 그러나 광각 렌즈는 화각이 넓어서 가까운 곳에서 사용하는 경우가 많은 반면, 망원 렌즈는 화각이 좁아 먼 곳에서 사용하는 경우가 많다. 예를 들어, 일반 렌즈가 사람의 얼굴을 포착하도록 멀리 떨어져 서 있는 경우 같은 거리에서 광각 렌즈나 망원 렌즈를 사용하여 촬영하면 얼굴에 정확히 동일한 선형 원근 형상이 표시된다. 몸 전체를 사진에 담을 수 있지만 망원 렌즈는 코만 담을 수 있다. 그러나 동일한 적용 범위를 가진 이 세 가지 이미지를 자르면 동일한 원근 왜곡이 발생한다. 즉, 코는 세 가지 모두 동일하게 보인다. 반대로 세 개의 렌즈를 모두 먼 거리에서 사용하여 얼굴이 필드를 가득 채울 경우, 광각은 가까운 곳에서 사용되어 사진의 나머지 부분에 비해 코가 더 커지며, 망원은 먼 곳에서 사용되어 사진의 나머지 부분에 비해 코가 더 커지게 된다. 사진의 다른 부분에 비해 코가 더 작다.
사진 외부에서 확장 왜곡은 사이드 미러와 구멍을 통해 많은 사람들에게 익숙하지만, 이것들은 종종 어안 렌즈를 사용하여 다른 왜곡을 나타낸다.

## 같이 보기
- 원근법